# 슈몬 유우
슈몬 유우(朱門優, しゅもん ゆう, 9월 3일 - ）은 일본의 시나리오 라이터, 프로듀서, 디렉터, 라이트노벨 작가이다. 사이타마현 니자시 출신으로 성인게임 브랜드 propeller의 소속이었다. 윌 플러스 소속 브랜드인 mephisto의 대표였으나, 2011년 9월 윌 플러스에서 해고되어 프리랜서로 활동중이다.

## 주요 작품

### 게임
- 《밀감》 (蜜柑) (시즈웨어, 2001년 11월 22일, 공동 작가로 참여)
- 《흑과 흑과 흑의 제단~충독》 (黒と黒と黒の祭壇〜蟲毒) (시즈웨어, 2002년 5월 24일)
- 《순환, 한 조각.》 (めぐり、ひとひら。) (캬라멜BOX, 2003년 9월 26일)
- 《언젠가 닿을 저 하늘에》 （Lump of Sugar, 2007년 1월 26일）
- 《분명, 맑게 개인 아침 색깔보다도》（propeller, 2009년 7월 24일）
- 《천사의 날개를 밟지 말아줘》（mephisto 2011년 7월 29일）

### 소설
이치진샤문고
- 《어느 여름날의 오미아이와, 혹은 하늘을 헤엄치는 아네모이와.》 （2008년 5월 20일）
- 《어느 가을날의 졸업식과, 혹은 하늘을 쳐다보는 아네모이와.》 （2010년 4월 20일）

잡지게재
- 《그 계단을 올려다 보기 전에》（단기집중연재 전3회 「TECH GIAN」 2009년 8-10월호）